# Comunanza
Comunanza település Olaszországban, Marche régióban, Ascoli Piceno megyében. Lakosainak száma 2915 fő (2023. január 1.). Comunanza Amandola, Force, Montefalcone Appennino, Montefortino, Montegallo, Montemonaco, Palmiano és Roccafluvione községekkel határos.

## Népesség
A település lakossága az elmúlt években az alábbi módon változott:
| Lakosok száma | 3127 | 3081 | 2915 |
|               | 2017 | 2018 | 2023 |